# Eva Maria Fredensborg
Eva Maria Fredensborg (født 1969 i Härnösand, Sverige) er en svensk/dansk forfatter. Hun flyttede til København som to årig med sine forældre.
Hun har skrevet bøgerne Én gang morder (2013) og Min mund er lukket (2014).
Om Én gang morder:
En dansk psykiater kommer til Småland for at undervise på et sommerkursus, men da han vågner næste morgen, ligger der en hvid kuvert på dørtrinnet til den lejede ødegård. Den indeholder et fotografi af en seriemorder, der tog sit eget liv, mens han var i behandling hos psykiateren tyve år tidligere.
Næste morgen findes en kvinde myrdet.
Det, der ligner en drømmesag for den danske profiler, Robert Strand, udvikler sig hurtigt til et mareridt, da det viser sig, at han kun har fem dage til at forhindre, at seriemorderens copy cat slår til igen.

Om Min mund er lukket:
Var det ensomhed, der drev en kvindelig oversætter til at tage sit eget liv, eller var der bogstavelig talt nogen, der førte hendes hånd?
En besynderlig post-it på køleskabet, en genbo, der kommer på besøg tidligt om morgenen, og et armbånd, der slet ikke passer til kittelkjolen og de afklippede gummistøvler.
Asta Qvist er overbevist om, at Hannah Lundgreen ikke begik selvmord, og da Robert Strand bliver koblet på sagen, viser det sig, at Asta har haft god grund til at tvivle på politiets konklusioner.

## Eksterne links
- Hjemmeside Arkiveret 30. august 2019 hos  Wayback Machine